# Sterom
Sterom Câmpina este o companie producătoare de utilaj petrolier din România.
Este deținută de firma americană Cooper Cameron - unul dintre principalii producători mondiali de echipamente de control al presiunii gazului.
Cifra de afaceri:
| Anul          | 2005 | 2004 |
| ------------- | ---- | ---- |
| milioane euro | 40,4 | 37   |